# Petri Helin
Petri Helin (Helsinki, 13 december 1969) is een voormalig profvoetballer uit Finland, die speelde als verdediger gedurende zijn loopbaan. Hij beëindigde zijn actieve carrière in 2003 bij de Finse club FC Jokerit. Helin speelde ook clubvoetbal in Engeland, Denemarken en Turkije.

## Interlandcarrière
Helin speelde in totaal 27 interlands voor de Finse nationale ploeg in de periode 1992-2002, en scoorde twee keer voor zijn vaderland. Hij maakte zijn debuut op 12 februari 1992 in het oefenduel tegen Turkije (1-1) in Adana, net als Anders Eriksson, Antti Sumiala, Jukka Ruhanen en Jari Vanhala.
| Interlanddoelpunten | Interlanddoelpunten | Interlanddoelpunten | Interlanddoelpunten          | Interlanddoelpunten | Interlanddoelpunten | Interlanddoelpunten | Interlanddoelpunten |
| #                   | Datum               | Locatie             | Wedstrijd                    | Goal(s)             | Score               | Uitslag             | Wedstrijd           |
| ------------------- | ------------------- | ------------------- | ---------------------------- | ------------------- | ------------------- | ------------------- | ------------------- |
| 1                   | 17/02/1995          | Port of Spain       | Trinidad en Tobago – Finland | 52'                 | ? – 1               | 2 – 2               | Oefeninterland      |
| 2                   | 26/04/1995          | Toftir              | Faeröer – Finland            | 82'                 | 0 – 4               | 0 – 4               | EK-kwalificatie     |

## Erelijst
FC Jokerit
- Suomen Cup

1999